# Дзімбо Реї
Дзімбо Реї (9 липня 1974) — японська синхронна плавчиня.
Бронзова медалістка Олімпійських Ігор 1996 року, срібна медалістка 2000 року.